# Первомайський район (Харківська область)
Первома́йський райо́н — колишній район, розташований на південному заході Харківської області в Україні з районним центром у місті Первомайський. Утворений 1965 року. Населення становить 16 735 осіб (на 1 лютого 2012 року).

## Географія
Межує на північному сході — зі Зміївським і Балаклійським, на півдні — з Лозівським, на заході — з Сахновщинським і Нововодолазьким районами Харківщини.
Значна територія району — водорозділ річок Орелі та Береки. Оріль починається біля села Єфремівка. Довжина річки 320 км, а в межах району -16 км. Назва річки пішла  із половецької мови. В одному з літописів Київської Русі її згадують під назвою Уголь, тобто  "кут". Ріка дійсно впадає в Дніпро під гострим кутом.
На півночі району, біля села Берека знаходиться витік річки Берека. Довжина річки 113 км, а в межах району - 45 км.  В долині ріки створено Берецьке водосховище, площа якого 320 га. Назва річки походить від породи дерева берека. 
Рельєф — рівнинний, подекуди пересічений балками та ярами. Поблизу села Берека, залізничної станції Трійчате і платформи Новоберецька починаються ліси, що йдуть суцільними масивами до Зміївського району. 
У цих лісах ростуть дуб, сосна, липа тощо. 
Водяться дикі кози, зайці, вовки, борсуки, лисиці тощо.

### Клімат
Район характеризується помірно континентальним кліматом.

### Ґрунти
Чорноземні ґрунти сприятливі для інтенсивного розвитку сільського господарства, що є головним заняттям населення району.

## Історія
Район заснований як Олексіївський у 1923 році, у сучасних межах — 1965 року.
На території району виявлено залишки поселень Ямної культури (ІІІ тисячоліття до н. е.), періоду бронзи (ІІ-І тисячоліття до н. е.), Салтівської культури (VIII — IX століття н. е.).
Населені пункти району засновані наприкінці XVII — на початку XIX століть. Районний центр — 1869 року.
Під час Другої світової війни на території району відбувалися запеклі бої. У них брали участь вояки Другого гвардійського та Шостого кавалерійського корпусів, 270-ї, 343-ї, 393-ї та 411-ї стрілецьких дивізій, Шостої армії Південно-Західного та 57-ї армії Степового фронтів. 
Учасникам цих боїв присвоєно звання Героя Радянського Союзу (Б. Колодченко, М. Фомін, В. Харазія, І. Мерзляк, Д. Ертик, М. Азев, В. Копцов).
Протягом 16 років підіймалося питання щодо перенесення райцентру та перейменування району з Олексіївки до залізничної станції Лихачове.

## Адміністративний устрій
Район адміністративно-територіально поділяється на 18 сільських рад, які об'єднують 58 населених пунктів та підпорядковані Первомайській районній раді.
Районний центр — місто Первомайський. Окрім міста до складу території Первомайської міськради також входить село Сиваш, що формально не належить Первомайському району.

## Населення
Розподіл населення за віком та статтю (2001):
| Стать | Всього | До 15 років | 15-24 | 25-44 | 45-64 | 65-85 | Понад 85 |
| --- | ------ | ----------- | ----- | ----- | ----- | ----- | -------- |
| Чоловіки | 9227   | 1590        | 1187  | 2598  | 2549  | 1263  | 40       |
| Жінки | 10 769 | 1495        | 1114  | 2425  | 2960  | 2512  | 263      |
| \| Статево-вікова піраміда \| Статево-вікова піраміда \| Статево-вікова піраміда \| \| ----------------------- \| ----------------------- \| ----------------------- \| \| Чоловіки \| Вік \| Жінки \| \| 40 \| 85 + \| 263 \| \| 70 \| 80-84 \| 336 \| \| 228 \| 75-79 \| 674 \| \| 496 \| 70-74 \| 852 \| \| 469 \| 65-69 \| 650 \| \| 902 \| 60-64 \| 1214 \| \| 360 \| 55-59 \| 472 \| \| 603 \| 50-54 \| 661 \| \| 684 \| 45-49 \| 613 \| \| 676 \| 40-44 \| 629 \| \| 663 \| 35-39 \| 569 \| \| 656 \| 30-34 \| 605 \| \| 603 \| 25-29 \| 622 \| \| 573 \| 20-24 \| 533 \| \| 614 \| 15-20 \| 581 \| \| 650 \| 10-14 \| 656 \| \| 550 \| 5-9 \| 472 \| \| 390 \| 0-4 \| 367 \| |        |             |       |       |       |       |          |
| Статево-вікова піраміда |        |             |       |       |       |       |          |
| Чоловіки | Вік    | Жінки       |       |       |       |       |          |
| 40 | 85 +   | 263         |       |       |       |       |          |
| 70 | 80-84  | 336         |       |       |       |       |          |
| 228 | 75-79  | 674         |       |       |       |       |          |
| 496 | 70-74  | 852         |       |       |       |       |          |
| 469 | 65-69  | 650         |       |       |       |       |          |
| 902 | 60-64  | 1214        |       |       |       |       |          |
| 360 | 55-59  | 472         |       |       |       |       |          |
| 603 | 50-54  | 661         |       |       |       |       |          |
| 684 | 45-49  | 613         |       |       |       |       |          |
| 676 | 40-44  | 629         |       |       |       |       |          |
| 663 | 35-39  | 569         |       |       |       |       |          |
| 656 | 30-34  | 605         |       |       |       |       |          |
| 603 | 25-29  | 622         |       |       |       |       |          |
| 573 | 20-24  | 533         |       |       |       |       |          |
| 614 | 15-20  | 581         |       |       |       |       |          |
| 650 | 10-14  | 656         |       |       |       |       |          |
| 550 | 5-9    | 472         |       |       |       |       |          |
| 390 | 0-4    | 367         |       |       |       |       |          |

Національний склад населення за даними перепису 2001 року:
| Національність | Кількість осіб | Відсоток |
| -------------- | -------------- | -------- |
| українці       | 13090          | 65,45%   |
| росіяни        | 6520           | 32,60%   |
| білоруси       | 137            | 0,69%    |
| вірмени        | 37             | 0,19%    |
| молдовани      | 33             | 0,17%    |
| інші           | 182            | 0,91%    |

Мовний склад населення за даними перепису 2001 року:
| Мова            | Кількість осіб | Відсоток |
| --------------- | -------------- | -------- |
| українська      | 11631          | 58,16%   |
| російська       | 8236           | 41,18%   |
| білоруська      | 42             | 0,21%    |
| азербайджанська | 14             | 0,07%    |
| молдовська      | 13             | 0,07%    |
| інші            | 63             | 0,32%    |

## Пам'ятки
У Первомайському районі Харківської області на обліку перебуває 38 пам'яток історії.
У Первомайському районі Харківської області на обліку перебуває 47 пам'яток археології.

## Особистості
- Журавльов Д. — майстер художнього слова, лауреат Державної премії СРСР, с. Олексіївка;
- Оболенцев Р. — голова Президії Башкирської філії Академії наук СРСР, с. Олексіївка;
- Пересипкін В. — ректор Української сільськогосподарської академії, м. Первомайський.
- Петров Василь Родіонович — 28.02 (12.03) 1875, с. Олексіївка — 04.05.1937 м. Москва, співак (бас), нар. арт. Республіки (1933), 1902–1937 — соліст Великого театру.

## Політика
25 травня 2014 року відбулися Президентські вибори України. У межах Первомайського району було створено 25 виборчих дільниць. Явка на виборах складала — 52,88% (проголосували 7 150 із 13 522 виборців). Найбільшу кількість голосів отримав Михайло Добкін — 38,73% (2 769 виборців); Петро Порошенко — 25,90% (1 852 виборців), Сергій Тігіпко — 8,18% (585 виборців), Юлія Тимошенко — 7,72% (552 виборців), Олег Ляшко — 4,11% (294 виборців). Решта кандидатів набрали меншу кількість голосів. Кількість недійсних або зіпсованих бюлетенів — 2,08%.